# 小霸尖山
小霸尖山，為台灣知名山峰，也是台灣百岳之一，排名第36。小霸尖山3,418公尺，屬於雪山山脈，行政區劃屬於苗栗縣泰安鄉梅園村。小霸尖山東北東方有大霸尖山，北邊連接伊澤山。其特色為山型模樣狀似猴子。

## 外部連結
- 大霸/聖稜線段 - 國家步道系統
- 中華民國山岳協會 （页面存档备份，存于） - 最初為「台灣山岳會」
- 聖稜線 - 連峰照片
- 雪山山脈的聖稜、南稜與西南稜線 - 連峰照片
- 山情點滴─山與人的故事